# Эмблема Гонконга
Печать Гонконга, или Региональная Печать Гонконга — официальная эмблема Гонконга, Специального Административного Региона Китайской Народной Республики
Печать вошла в употребление с 1 июля 1997 года, после передачи Гонконга суверенитета от Великобритании к Китайской Народной республике.
Печать Гонконга содержит те же самые элементы, что и на региональном флаге Гонконга (белый цветок баугинии с пятью лепестками на красном фоне, в каждом из лепестков по звезде), только в круглом обрамлении. На внешнем белом кольце с заголовком официального названия территории на традиционном китайском и английском «Гонконг».

## Колониальный герб

Герб Гонконга (1959-1997)

До 1997 года использовался колониальный герб, принятый 21 января 1959 г., который представляет собой щит, главным элементов которого выступают 2 традиционные китайские джонки, над которыми изображена морская корона. Щитодержателями выступают английский лев и китайский дракон, стоящие на острове, на котором также помещена лента с надписью Гонконг. Над щитом возвышается лев с жемчугом в лапах. 
Две джонки отображают важность морской торговли для Гонконга. Морская корона связь с военно-морским флотом Великобритании, зубчатые стены — Гонконгскую оборону от японских войск в ходе Второй мировой войны. Остров отображает в символической форме начало колонии, так как колонизация Гонконга началась с островов, также остров отображает холмистую и островную географию Гонконга. Британский лев и китайский дракон показывают значение этих стран. Британский лев, держащий жемчуг, говорит о том, что Гонконг является жемчужиной Британской колониальной системы.